# Pellizco vulcano
En el universo de Star Trek, el pellizco vulcano es una técnica usada por los vulcanos para dejar inconsciente a otras formas de vida, pellizcando la base del cuello de la víctima con los cuatro dedos y el pulgar. Normalmente, esto se hace con otros humanoides, aunque en al menos una ocasión, Spock lo utiliza con un ser similar a un caballo, en Star Trek V.

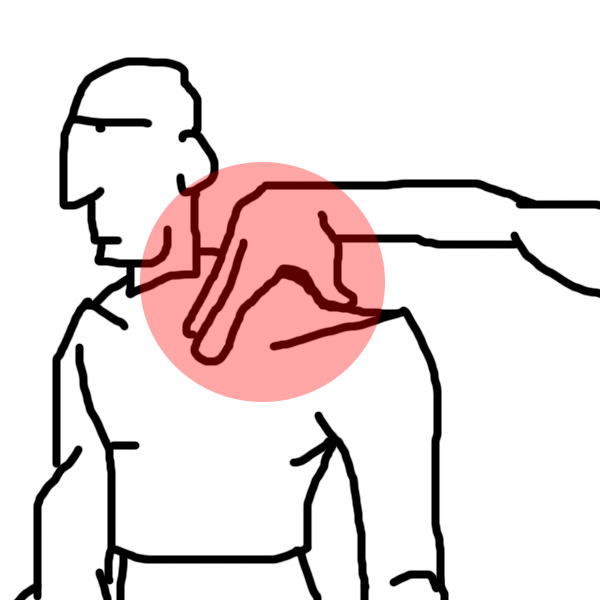
El pellizco vulcano se aplicaba a una zona circundante al trapecio.

Leonard Nimoy inventó la maniobra en los comienzos de la serie original de Star Trek. En un guion para un episodio se requería que Spock le pegara a otro personaje con la cacha de la pistola, pero se pensó que esto contradecía la naturaleza sobre-racional de Spock (y los vulcanos), por lo que Nimoy salió con esta alternativa.
Al progresar la serie, se hizo evidente que los vulcanos en general dominaban la técnica. Sin embargo, era mucho menos difundida entre otras especies. En un episodio, Spock comenta que él intentó enseñarle la técnica al capitán Kirk, pero sus intenciones didácticas fracasaron.
Nunca se ha aclarado de forma explícita la manera en que actúa el pellizco vulcano. A través de los años, los fanáticos y escritores de las series de Star Trek han elaborado numerosas hipótesis al respecto.
Una conjetura es que, debido a la naturaleza telepática de los vulcanos, y al gran control que ejercen sobre sus propios cuerpos, tienen la habilidad de enviar una "descarga de energía" que sobrecarga el sistema nervioso, dejando inconsciente a la víctima, aunque hay que señalar que el pellizco no funciona con todas las especies.